# Tasmanoplectron isolatum
Tasmanoplectron isolatum é uma espécie de insecto da família Rhaphidophoridae. É a única espécie do género Tasmanoplectron.
É endémica da Austrália.